# Filip Florian
Filip Florian (n. 16 mai 1968, București) este un jurnalist și scriitor român care s-a afirmat pe plan național și apoi internațional prin romanul Degete mici. Acesta a marcat debutul său literar în anul 2005 și a fost ulterior răsplătit cu premiul Uniunii Scriitorilor din România. Agentul său literar este Simona Kessler.

## Date biografice
Filip Florian a studiat geologie și geofizică. Între 1990 și 1992 a fost redactor la Cuvîntul, apoi, până în 1999, corespondent al posturilor de radio Europa Liberă și Deutsche Welle. În prezent, trăiește la București.
Filip Florian are un frate, Matei Florian, alături de care și-a scris ce-a de-a doua  carte, Băiuțeii (2006). Este căsătorit și are un fiu, Luca, născut în anul 1998. Bunicul bunicului său, pe linie directă, este Ioan Slavici. Această descendență i-a deschis într-o oarecare măsură gustul pentru literatură.
În 1999 a renunțat complet la gazetărie, afirmând că „mai ales dacă lucrezi pe domeniul politic, pur și simplu ți se năclăiește mintea”.
Florian nu a avut apariții literare în România, în schimb este deosebit de apreciat de către publicul din Germania, țară pe care o numește „un soi de mama tuturor răniților literari ai Estului”. De altfel, una din aparițiile lui cele mai recente a avut loc în primăvara anului 2012 la Târgul de Carte de la Leipzig, unde a vorbit despre romanul Zilele regelui și despre rolul romanelor istorice în epoca actuală.

## Despre scris și literatură
- ”Cred că o carte este o carte și trebuie să aibă limba ei proprie și să-și fie sieși cât mai fidelă, tonului ei, atmosferei și vieții ei. Dacă se vinde sau nu e cu totul altă poveste și rețeta asta nu o stăpânește absolut nimeni. Nici pe partea asta a oceanului, nici pe cealaltă. Apar în continuare surprize uriașe cu lucruri care se vând colosal și nu s-ar fi așteptat nimeni să fie așa. [...] eu când scriu nu mă gândesc nicio clipă la cum s-ar vinde sau nu s-ar vinde cartea. Pur și simplu scriu ce-mi tună mie să scriu. Am încă norocul să fiu cucerit cu totul de scrierea cărții și acesta e cel mai minunat lucru. Restul nu mai ține de mine.”[1]
- ”Copilăria e o vârstă vrăjită, care contează enorm. Din emoțiile și trăirile de atunci ți se face sufletul. Și apoi, din suflet scrii. Toate astea se sedimentează într-un fel, și ăla ești tu, și aia devine vocea ta mai târziu și îți formează universul literar, fără să mai înțelegi logic de unde vine.”[2]
- ”Câtă vreme ești între cele două coperți ale unei cărți, ești în plină reprezentație a unui act de iluzionism. Literatura e un iluzionism, o vrajă, în fond.”[2]
- ”Eu nu cred că scrisul trebuie pus înaintea vieții. Nu e cel mai important lucru pe lume. Una din cele mai periculoase uși care se pot deschide în fața unui om care scrie este să creadă că scrisul e totul, că e un fel de Dumnezeu al vieții lui. Până la urmă, scrisul e o bucățică din viață, pe care merită s-o împlinești cât timp îți face o mare bucurie. Când devine o corvoadă, un sacrificiu prea mare, trebuie dat deoparte. Nu cred în mântuirea prin artă.”[2]

## Opera
Romanul Degete mici a ajuns actualmente la cea de-a patra ediție și a fost recompensat cu Premiul pentru debut al României literare, Premiul de excelență pentru debut în literatură al UNPR și Premiul Uniunii Scriitorilor pentru cel mai bun debut în proză. Romanul a fost tradus și publicat în Ungaria (Magvető), Polonia (Czarne), Germania (Suhrkamp), SUA (Houghton Mifflin Harcourt), Slovenia (Didakta), Slovacia (Kalligram), Italia (Fazi), Spania (Acantilado) și Bulgaria (Ciela). Zilele regelui, publicat în 2008, a fost distins cu Premiul „Manuscriptum” acordat de Muzeul Național al Literaturii Române și a fost desemnat Cartea anului 2008 la Colocviul romanului românesc contemporan. Romanul a fost tradus in Ungaria (Magvető), SUA (Houghton Mifflin Harcourt) și Bulgaria (Panorama+) și urmează să apară în Spania (Acantilado).

## Publicații
- 2005 și 2007 – Degete mici, Editura Polirom, ISBN 973-681-932-9
- 2006 – Băiuțeii [3][4][5], Editura Polirom, ISBN 973-46-0222-5 (împreună cu fratele său Matei Florian)
- 2008 – Zilele regelui[6], Editura Polirom, ISBN 978-973-46-2780-6
- 2012 – Toate bufnițele[7], Editura Polirom, ISBN 978-973-46-3236-7